# Ophion lineator
Ophion lineator är en stekelart som beskrevs av Olivier 1811. Ophion lineator ingår i släktet Ophion och familjen brokparasitsteklar. Inga underarter finns listade i Catalogue of Life.